# Шадек (гміна Блізанув)
Шадек (пол. Szadek) — село в Польщі, у гміні Блізанув Каліського повіту Великопольського воєводства.
Населення — 265 осіб (2011).
У 1975-1998 роках село належало до Каліського воєводства.

## Демографія
Демографічна структура станом на 31 березня 2011 року:
|          | Загалом | Допрацездатний вік | Працездатний вік | Постпрацездатний вік |
| -------- | ------- | ------------------ | ---------------- | -------------------- |
| Чоловіки | 146     | 46                 | 87               | 13                   |
| Жінки    | 119     | 23                 | 67               | 29                   |
| Разом    | 265     | 69                 | 154              | 42                   |